# Stockach (Badenia-Wirtembergia)
Stockach – miasto w Niemczech, w kraju związkowym Badenia-Wirtembergia, w rejencji Fryburg, w regionie Hochrhein-Bodensee, w powiecie Konstancja, siedziba wspólnoty administracyjnej Stockach. Leży ok. 30 km na północny zachód od Konstancji i ok. 5 km na północ od Jeziora Bodeńskiego (Jezioro Überlinger). Leży przy autostradzie A98 i drogach krajowych: B14, B31 oraz B313.